# Petriella guttulata
Petriella guttulata är en svampart som beskrevs av G.L. Barron & Cain 1961. Petriella guttulata ingår i släktet Petriella och familjen Microascaceae.   Inga underarter finns listade i Catalogue of Life.